# Cordry Sweetwater Lakes (Indiana)
Cordry Sweetwater Lakes es un lugar designado por el censo ubicado en el condado de Brown en el estado estadounidense de Indiana. En el Censo de 2010 tenía una población de 1128 habitantes y una densidad poblacional de 128,13 personas por km².

## Geografía
Cordry Sweetwater Lakes se encuentra ubicado en las coordenadas 39°18′25″N 86°7′26″O / 39.30694, -86.12389. Según la Oficina del Censo de los Estados Unidos, Cordry Sweetwater Lakes tiene una superficie total de 8.8 km², de la cual 7.14 km² corresponden a tierra firme y (18.95%) 1.67 km² es agua.

## Demografía
Según el censo de 2010, había 1128 personas residiendo en Cordry Sweetwater Lakes. La densidad de población era de 128,13 hab./km². De los 1128 habitantes, Cordry Sweetwater Lakes estaba compuesto por el 98.49% blancos, el 0.27% eran afroamericanos, el 0.27% eran amerindios, el 0.18% eran asiáticos, el 0% eran isleños del Pacífico, el 0.27% eran de otras razas y el 0.53% pertenecían a dos o más razas. Del total de la población el 0.53% eran hispanos o latinos de cualquier raza.